# 방준오
방준오(方準梧, 1974년 10월 22일~)는 대한민국의 언론인이다. 방상훈 조선일보 회장의 장남으로, 현재 조선일보 대표이사 사장 겸 조선경제아이 대표이사다. 2024년 3월 5일을 기해 부사장에서 사장으로 승진하였다.

## 경력
- 2003년 10월 조선일보 편집국 기자
- 2004년 7월 조선일보 워싱턴특파원
- 조선일보 도쿄지국
- 2009년 1월 조선일보 미래전략팀장
- 2009년 12월~2013년 2월 조선일보 경영기획실 부장
- 2013년 2월~2017년 2월 조선일보 경영기획실 이사대우
- 2017년 3월~ 2024년 3월 조선일보 부사장
- 2017년 12월~ 조선경제아이 대표이사
- 2024년 3월 ~ 조선일보 대표이사 사장

## 가족 관계
방준오의 아버지는 방상훈 조선일보 회장이고, 어머니 윤순명은 대한제국 시기의 정치인 윤치호(尹致昊)의 증손녀이다.